# مینه‌سوتا تیمبرولوز
مینه‌سوتا تیمبرولوز، به (انگلیسی Minnesota Timberwolves) یکی از تیم‌های حاضر اتحادیه ملی بسکتبال آمریکا است و مقر آن در مینیاپولیس ایالت مینه‌سوتا قرار دارد. این تیم در بخش شمال‌غرب کنفرانس غربی اتحادیه ملی بسکتبال در ایالات متحده مسابقه می‌دهد. تاریخ تأسیس تیم به سال ۱۹۸۹ باز می‌گردد و گلن تایلور صاحب تیم می‌باشد. تیمبرولوز بازی‌های خانگی خود را بین مترودوم و مت سنتر بازی می‌کردند تا آنکه در سال ۱۹۹۰ به تارگت سنتر نقل مکان کردند.

## بازیکنان
اندرو ویگینز، کارل آنتونی تاونز و ریکی روبیو بازیکنان سرشناس این تیم اند.

## نگارخانه

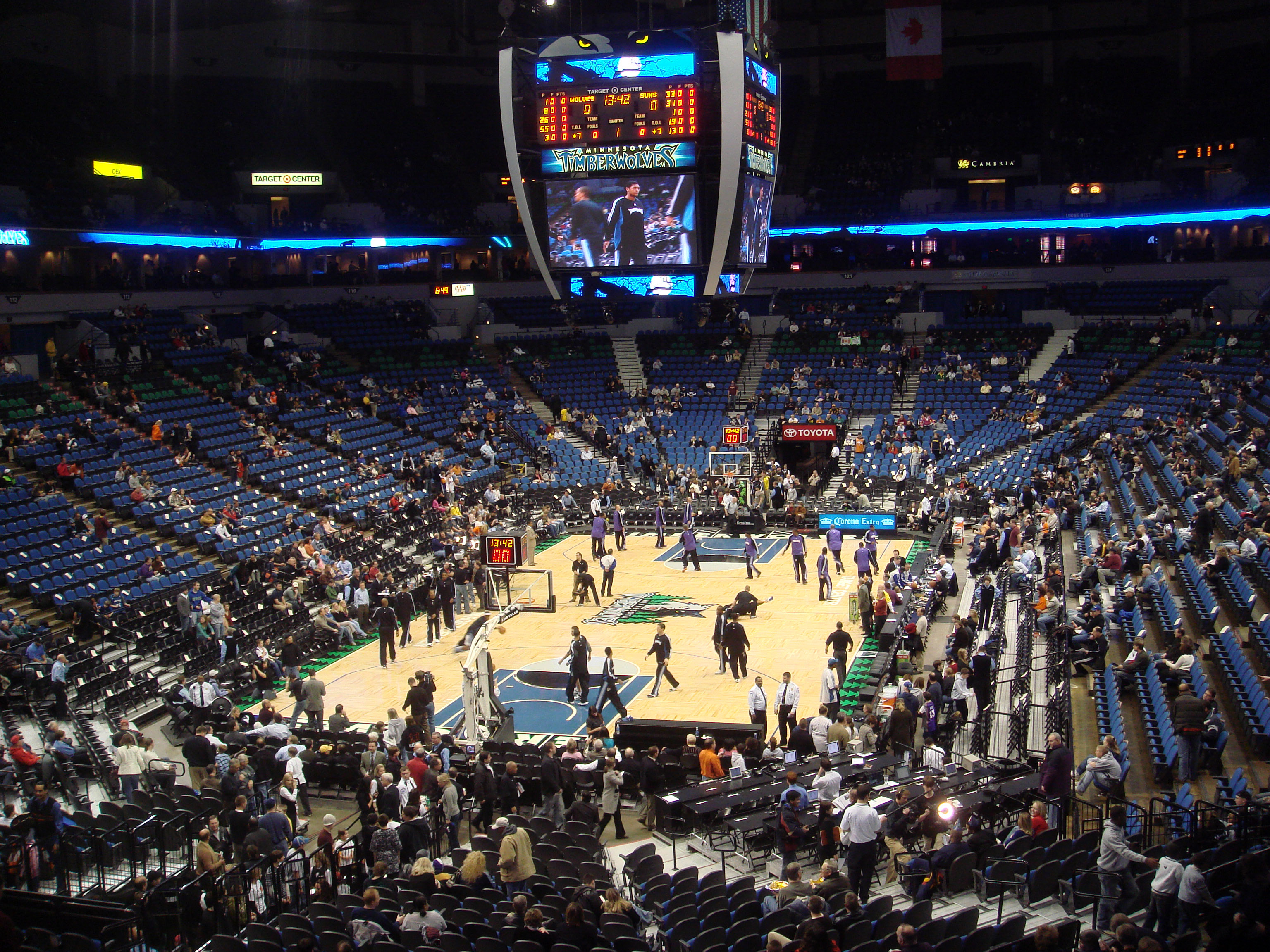
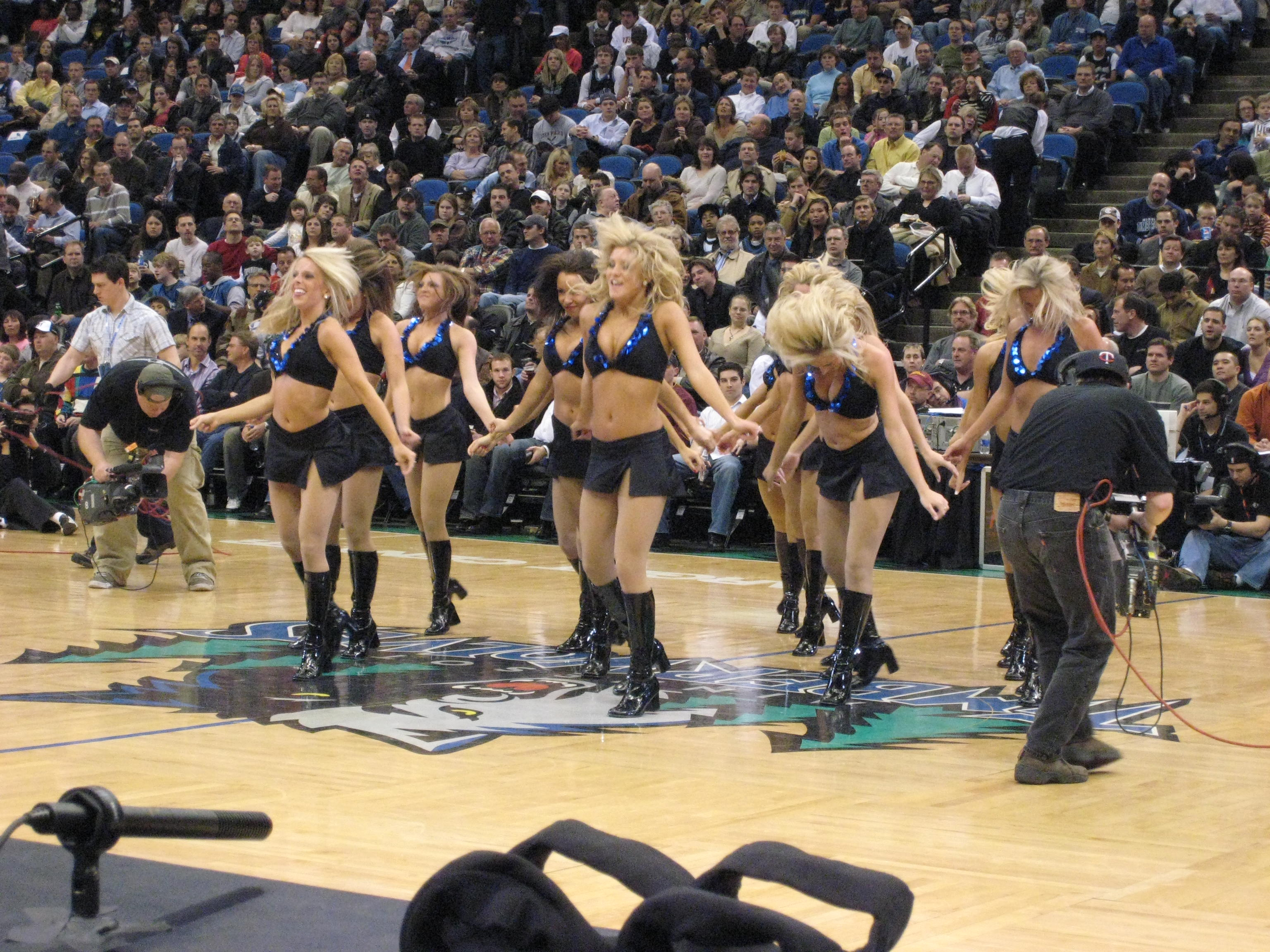
چیرلیدرهای این تیم
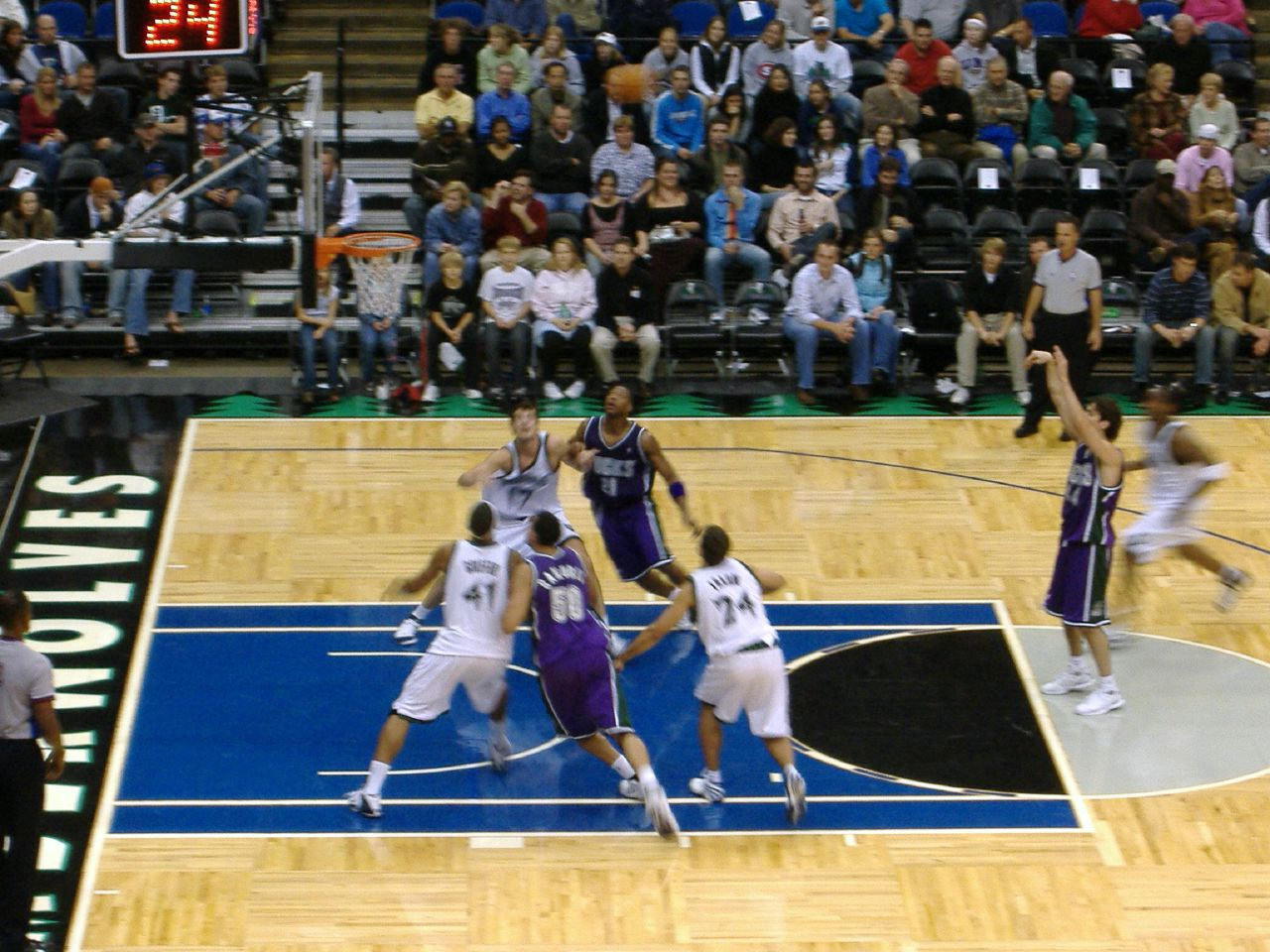
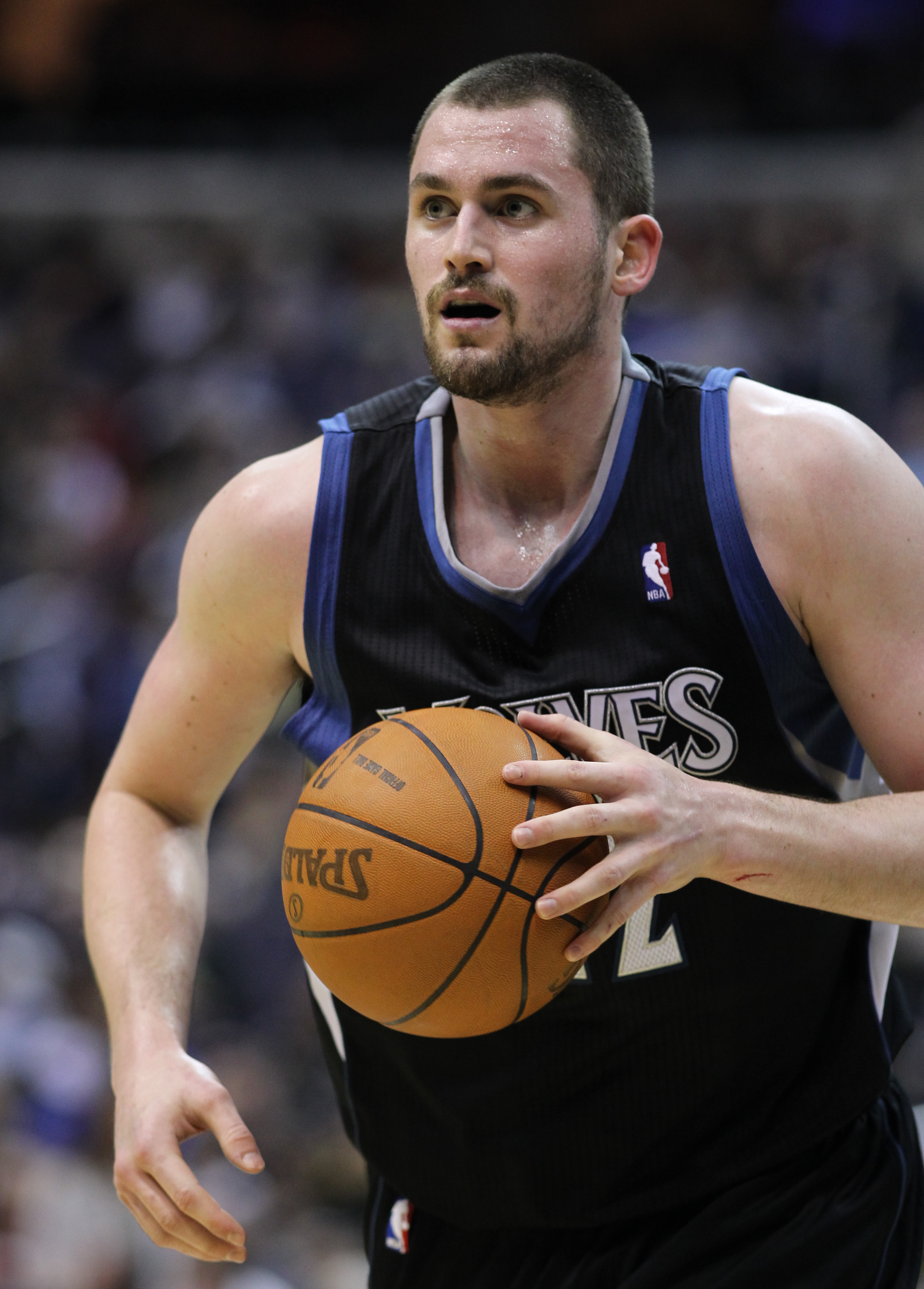

## تارنمای رسمی
- Minnesota Timberwolves